# Copa dos Países Baixos de Futebol de 2020–21
A KNVB Beker de 2020–21 ou Copa dos Países Baixos de 2020–21, oficialmente conhecida como TOTO KNVB Beker por razões de patrocínio, é a 103ª edição da copa doméstica anual do futebol neerlandês.[carece de fontes?] Começou em 29 de agosto de 2020 com a primeira de duas fases preliminares e terminará em 18 de abril de 2021 com a final disputada no De Kuip, em Roterdão. O Ajax, campeão na edição de 2018–19, ainda é o defensor do título, já que a final da edição de 2019–20 não foi disputada devido à pandemia de COVID-19 na Holanda.
O campeão participará da Supercopa dos Países Baixos de 2021 (Johan Cruyff Shield, como é conhecida na Holanda) contra o campeão da Eredivisie de 2020–21.

## Fases iniciais

### Primeira fase
Sessenta clubes participaram da primeira fase de qualificação: 24 clubes que se qualificaram através das copas distritais da temporada de 2019–20 e 36 clubes da Derde Divisie de 2020–21 (quarta divisão holandesa). VV Katwijk e IJsselmeervogels, campeões de período da temporada de 2019–20 da Tweede Divisie (terceira divisão holandesa), não disputam as duas primeiras fases de qualificação e avançaram direto para a terceira fase. Os clubes que participavam da Liga dos Campeões da UEFA ou da Liga Europa também foram isentos desta primeira fase. O sorteio foi realizado em 23 de julho de 2020. As partidas aconteceram em 29 e 30 de agosto de 2020 e os vencedores avançaram para a segunda fase de qualificação.
| Chave | Equipe 1       | Placar      | Equipe 2       |
| ----- | -------------- | ----------- | -------------- |
| 1–1   | Capelle        | 4–0         | Hoogland       |
| 1–2   | DOS Kampen     | 0–0 (5–4 p) | EVV            |
| 1–3   | Barendrecht    | 5–0         | Erp            |
| 1–4   | Hoek           | 1–3         | OFC            |
| 1–5   | Harkemase Boys | 6–0         | Hercules       |
| 1–6   | GOES           | 1–0 (pro.)  | Sportlust '46  |
| 1–7   | DWOW           | 2–5         | Buitenpost     |
| 1–8   | Ter Leede      | 6–2         | Hoogezand      |
| 1–9   | DTS '35 Ede    | 4–0         | Best Vooruit   |
| 1–10  | DUNO D         | 1–3         | UNA            |
| 1–11  | Cluzona        | 0–4         | Sparta Nijkerk |
| 1–12  | ACV            | 0–2         | Gemert         |
| 1–13  | RODA '46       | 1–1 (4–3 p) | ADO '20        |
| 1–14  | Achilles Veen  | 5–0         | NWC            |
| 1–15  | AWC            | 3–4 (pro.)  | ODIN '59       |

| Chave | Equipe 1       | Placar      | Equipe 2            |
| ----- | -------------- | ----------- | ------------------- |
| 1–16  | Hoogeveen      | 2–2 (1–4 p) | DOVO                |
| 1–17  | SteDoCo        | 10–0        | SV Den Hoorn        |
| 1–18  | Hollandia      | 0–0 (1–3 p) | Flevo Boys          |
| 1–19  | Sliedrecht     | 2–2 (4–3 p) | VVSB                |
| 1–20  | DVS '33 Ermelo | 3–1         | Dongen              |
| 1–21  | Scherpenzeel   | 2–3         | Groene Ster         |
| 1–22  | OSS '20        | 5–2         | Ajax (amadores)     |
| 1–23  | Staphorst      | 2–0         | HSC '21             |
| 1–24  | FC Rijnvogels  | 1–1 (2–4 p) | JOS/Watergraafsmeer |
| 1–25  | VVOG           | 0–2 (pro.)  | DEM                 |
| 1–26  | Excelsior '31  | 3–0         | Sportcub Susteren   |
| 1–27  | SVC '08        | 1–5         | Quick               |
| 1–28  | AFC ("sábado") | 1–2         | Unitas              |
| 1–29  | FC Lisse       | 3–0         | Blauw Geel '38      |
| 1–30  | Westlandia     | 4–1         | SV Venray           |

### Segunda fase
Na segunda fase de qualificação, 44 clubes amadores foram qualificados: os 30 vencedores da primeira fase de qualificação e 14 dos 18 clubes da Tweede Divisie (terceira divisão holandesa). No entanto, quatro clubes acabaram sendo dispensados desta fase e avançaram diretamente para a fase seguinte, foram eles: TEC, RKVV Westlandia, Scheveningen e Quick. Assim como na fase anterior, os clubes que participavam da Liga dos Campeões da UEFA ou da Liga Europa foram isentos de participarem desta fase. Os jogos foram disputados nos dias 6, 7 e 13 de outubro de 2020.
| Chave | Equipe 1      | Placar          | Equipe 2       |
| ----- | ------------- | --------------- | -------------- |
| 2–1   | Buitenpost    | 1–1 (5–6 p)     | Capelle        |
| 2–2   | FC Lisse      | 0–3             | SteDoCo        |
| 2–3   | DOVO          | 0–1             | DVS '33 Ermelo |
| 2–4   | OFC           | 7–1             | DOS Kampen     |
| 2–5   | Noordwijk     | 2–3 (pro.)      | Sliedrecht     |
| 2–6   | Staphorst     | 5–2             | ASWH           |
| 2–7   | Quick Boys    | 5–0             | Roda '46       |
| 2–8   | De Treffers   | 1–2 (pro.)      | Barendrecht    |
| 2–9   | GOES          | 1 – 1 (14–15 p) | ODIN '59       |
| 2–10  | FC Rijnvogels | 2–4             | UNA            |

| Chave | Equipe 1            | Placar      | Equipe 2         |
| ----- | ------------------- | ----------- | ---------------- |
| 2–11  | Kozakken Boys       | 1–0         | DEM              |
| 2–12  | Achilles Veen       | 2–0         | Gemert           |
| 2–13  | HHC Hardenberg      | 3–2 (pro.)  | GVVV             |
| 2–14  | SV Spakenburg       | 0–1         | AFC              |
| 2–15  | Koninklijke HFC     | 0–1         | OSS '20          |
| 2–16  | DTS '35 Ede         | 3–1 (pro.)  | Unitas           |
| 2–17  | Excelsior Maassluis | 4–1         | Ter Leede        |
| 2–18  | Harkemase Boys      | 5–2         | Flevo Boys       |
| 2–19  | Excelsior '31       | 2–3 (2–4 p) | Groene Ster      |
| 2–20  | Sparta Nijkerk      | 2–3         | Rijnsburgse Boys |

### Terceira fase
Além de trinta clubes de futebol profissional, IJsselmeervogels e Katwijk (campeões de período na Tweede Divisie na temporada passada), quatro clubes amadores (dispensados da fase anterior) e vinte vencedores da segunda fase de qualificação, participaram da disputa da terceira fase. Assim como na temporada passada, os clubes que atuam na fase de grupos da Liga dos Campeões da UEFA ou da Liga Europa entrarão na fase seguinte, deste modo, Ajax, AZ, Feyenoord e PSV avançaram diretamente para a quarta fase. Se um clube amador estiver na mesma chave de um clube de futebol profissional, o mando de campo é do time amador. O sorteio que definiu as 28 chaves foi realizado em 3 de outubro de 2020 nos estúdios do Fox Sports, na Holanda, por John van Loen. Os 28 jogos estavam inicialmente marcados para os dias 26, 27 ou 28 de outubro de 2020. Após a suspensão do futebol amador devido às novas medidas de combate à COVID-19, os jogos envolvendo clubes amadores foram adiados para 1 e 2 de dezembro de 2020, enquanto que, as datas das partidas entre clubes profissionais foram mantidas. Em 18 de novembro de 2020, levando em conta às restrições impostas pelo governo local no combate à COVID-19, os times amadores acabaram sendo excluídos da competição e os clubes profissionais foram classificados automaticamente para a próxima fase. Os 26 clubes amadores que ainda estavam no torneio receberam uma compensação financeira e serão admitidos na próxima edição da taça.
| Chave | Equipe 1         | Placar    | Equipe 2            |
| ----- | ---------------- | --------- | ------------------- |
| 3–1   | Quick            | Cancelado | NEC                 |
| 3–2   | Scheveningen     | Cancelado | Almere City         |
| 3–3   | Capelle          | Cancelado | AFC                 |
| 3–4   | Excelsior        | 4–0       | Helmond Sport       |
| 3–5   | DVS '33 Ermelo   | Cancelado | Willem II           |
| 3–6   | VVV-Venlo        | 4–2       | FC Den Bosch        |
| 3–7   | Rijnsburgse Boys | Cancelado | Excelsior Maassluis |
| 3–8   | Kozakken Boys    | Cancelado | Harkemase Boys      |
| 3–9   | Barendrecht      | Cancelado | Achilles Veen       |
| 3–10  | OFC              | Cancelado | MVV Maastricht      |
| 3–11  | FC Emmen         | 2–0       | FC Eindhoven        |
| 3–12  | Heracles Almelo  | 3–0       | Telstar             |
| 3–13  | ODIN '59         | Cancelado | FC Volendam         |
| 3–14  | Heerenveen       | 3–1       | TOP Oss             |

| Chave | Equipe 1         | Placar      | Equipe 2         |
| ----- | ---------------- | ----------- | ---------------- |
| 3–15  | Roda JC Kerkrade | 0–2         | Fortuna Sittard  |
| 3–16  | DTS '35 Ede      | Cancelado   | Quick Boys       |
| 3–17  | HHC Hardenberg   | Cancelado   | Vitesse          |
| 3–18  | OSS '20          | Cancelado   | VV Katwijk       |
| 3–19  | Staphorst        | Cancelado   | PEC Zwolle       |
| 3–20  | Westlandia       | Cancelado   | SteDoCo          |
| 3–21  | FC Dordrecht     | 2–4         | FC Utrecht       |
| 3–22  | RKC Waalwijk     | 2–2 (4–5 p) | SC Cambuur       |
| 3–23  | UNA              | Cancelado   | Groene Ster      |
| 3–24  | ADO Den Haag     | 1–1 (5–3 p) | Sparta Rotterdam |
| 3–25  | FC Twente        | 1–3         | De Graafschap    |
| 3–26  | TEC              | Cancelado   | FC Groningen     |
| 3–27  | Sliedrecht       | Cancelado   | IJsselmeervogels |
| 3–28  | Go Ahead Eagles  | 6–0         | NAC Breda        |

### Quarta fase
Devido à pandemia de COVID-19, todos os clubes amadores foram excluídos do torneio, já que não tinham permissão para realizarem treinamentos e disputarem jogos. Isso criou a situação em que permaneceram 23 clubes de futebol profissional. No sorteio das chaves realizado em 21 de novembro de 2020, nove clubes (FC Volendam, MVV Maastricht, NEC, Fortuna Sittard, Heracles Almelo, Feyenoord, ADO Den Haag, Heerenveen e AZ) avançaram automaticamente para a próxima fase para garantir que nas oitavas de final houvesse dezesseis times novamente. As 7 partidas aconteceram nos dias 15, 16 e 17 de dezembro de 2020.
| Chave | Equipe 1    | Placar | Equipe 2     |
| ----- | ----------- | ------ | ------------ |
| 4–1   | Ajax        | 5–4    | FC Utrecht   |
| 4–2   | Almere City | 1–4    | VVV-Venlo    |
| 4–3   | FC Emmen    | 2–1    | FC Groningen |
| 4–4   | Excelsior   | 2–0    | PEC Zwolle   |

| Chave | Equipe 1      | Placar | Equipe 2        |
| ----- | ------------- | ------ | --------------- |
| 4–5   | Willem II     | 0–2    | Vitesse         |
| 4–6   | De Graafschap | 1–2    | PSV             |
| 4–7   | SC Cambuur    | 1–2    | Go Ahead Eagles |

## Fases finais

### Oitavas de final
O sorteio para esta fase foi realizado em 19 de dezembro de 2020, nos estúdios do Fox Sports, na Holanda, por Sjaak Polak. E na oportunidade, também foram definidas as chaves cujos vencedores teriam o mando de campo nas quartas de final. As partidas das oitavas de final aconteceram nos dias 19, 20 e 21 de janeiro de 2021. No primeiro dia de disputa, o Excelsior, time da segunda divisão, se classificou para as quartas de final, ao vencer o MVV nos pênaltis. No mesmo dia, Vitesse e PSV venceram seus oponentes e também chegaram às quartas de final. No segundo dia de disputa, Feyenoord e Ajax também se classificaram, o Ajax avançou com um placar mínimo ante o AZ em Alkmaar e o Feyenoord sofreu mas venceu o Heracles por 3–2. O Heerenveen também avançou após eliminar o Emmen. No último dia das oitavas de final, o NEC, da segunda divisão, seguiu o mesmo caminho do Excelsior e também se classificou após surpreender o Fortuna Sittard na prorrogação com um 3–2. O último classificado foi o VVV-Venlo que derrotou o Go Ahead Eagles com grande dificuldade e se classificou para as quartas de final pela primeira vez em 25 anos.
| Chave | Equipe 1    | Placar     | Equipe 2        |
| ----- | ----------- | ---------- | --------------- |
| Q–1   | FC Volendam | 0–2        | PSV             |
| Q–2   | Vitesse     | 2–1        | ADO Den Haag    |
| Q–3   | AZ          | 0–1        | Ajax            |
| Q–4   | NEC         | 3–2 (pro.) | Fortuna Sittard |

| Chave | Equipe 1       | Placar      | Equipe 2        |
| ----- | -------------- | ----------- | --------------- |
| Q–5   | VVV-Venlo      | 1–0         | Go Ahead Eagles |
| Q–6   | Feyenoord      | 3–2         | Heracles Almelo |
| Q–7   | MVV Maastricht | 2–2 (4–5 p) | Excelsior       |
| Q–8   | FC Emmen       | 1–2         | Heerenveen      |

| 19 de janeiro de 2021                                                               | MVV Maastricht                         | 2 – 2 (pro.) (4–5 pen.)                                                                         | Excelsior                                          | Maastricht                                                      |  |
| 16:30 CEST (UTC+2)                                                                  | Koen Kostons 42' · Joeri Schroijen 45' |                                                                                                 | 16' (pen.) Elías Már Ómarsson · 71' Siebe Horemans | Estádio: Stadion De Geusselt Público: 0 Árbitro: Pol van Boekel |  |
|                                                                                     |                                        | Penalidades                                                                                     |                                                    |                                                                 |  |
| Joeri Schroijen Arne Naudts Jérôme Deom Joy-Lance Mickels Gaston Salasiwa Luc Mares |                                        | Luigi Bruins Elías Már Ómarsson Thomas Verhaar Ahmad Mendes Moreira Stijn Meijer Sander Fischer |                                                    |                                                                 |  |

| 19 de janeiro de 2021 | Vitesse                          | 2 – 1 | ADO Den Haag   | Arnhem                                               |  |
| 18:45 CEST (UTC+2)    | Loïs Openda 25' · Matúš Bero 71' |       | 81' Amar Ćatić | Estádio: GelreDome Público: 0 Árbitro: Dennis Higler |  |

| 19 de janeiro de 2021 | FC Volendam | 0 – 2 | PSV                                           | Volendam                                                 |  |
| 21:00 CEST (UTC+2)    |             |       | 51' Noni Madueke · 79' (pen.) Denzel Dumfries | Estádio: Kras Stadion Público: 0 Árbitro: Christiaan Bax |  |

| 20 de janeiro de 2021 | FC Emmen        | 1 – 2 | Heerenveen                                    | Emmen                                                       |  |
| 16:30 CEST (UTC+2)    | Sergio Peña 44' |       | 72' Benjamin Nygren · 90' (pen.) Joey Veerman | Estádio: De Oude Meerdijk Público: 0 Árbitro: Siemen Mulder |  |

| 20 de janeiro de 2021 | Feyenoord                                                            | 3 – 2 | Heracles Almelo                          | Rotterdam                                            |  |
| 18:45 CEST (UTC+2)    | Luis Sinisterra 45+2' · Bryan Linssen 53' · Lutsharel Geertruida 84' |       | 33' Delano Burgzorg · 90+2' Adrián Szőke | Estádio: De Kuip Público: 0 Árbitro: Jeroen Manschot |  |

| 20 de janeiro de 2021 | AZ | 0 – 1 | Ajax               | Alkmaar                                                   |  |
| 21:00 CEST (UTC+2)    |    |       | 34' Zakaria Labyad | Estádio: AFAS Stadion Público: 0 Árbitro: Jochem Kamphuis |  |

| 21 de janeiro de 2021 | NEC                                                               | 3 – 2 (pro.) | Fortuna Sittard         | Nijmegen                                               |  |
| 18:45 CEST (UTC+2)    | Rangelo Janga 64' · Jordy Bruijn 97' (pen.) · Thomas Beekman 102' |              | 60', 103' Zian Flemming | Estádio: Goffertstadion Público: 0 Árbitro: Kevin Blom |  |

| 21 de janeiro de 2021 | VVV-Venlo           | 1 – 0 | Go Ahead Eagles | Venlo                                                                   |  |
| 21:00 CEST (UTC+2)    | Aaron Bastiaans 35' |       |                 | Estádio: Covebo Stadion - De Koel - Público: 0 Árbitro: Richard Martens |  |

### Quartas de final
O sorteio para esta fase foi dividido em duas ocasiões: na primeira, realizada em 19 de dezembro de 2020, tivemos o anúncio dos mandos de campo; na segunda, realizada em 23 de janeiro de 2021, foram determinadas as chaves, os clubes visitantes e também os mandos de campo das semifinais. As partidas das quartas de final começaram na terça-feira, 9 de fevereiro de 2021, com a vitória por 1–0 nos acréscimos do Vitesse ante o Excelsior, em Rotterdam. Na quarta-feira, dia 10 de fevereiro de 2021, o Ajax venceu o clássico contra o PSV por 2–1 e tornou-se o segundo semifinalista da competição. Com o cancelamento dos jogos devido ao mau tempo, as duas últimas partidas das quartas de final serão realizadas em 17 de fevereiro de 2021: NEC e VVV-Venlo se enfrentam em Nijmegen, e na sequência, teremos o duelo entre Heerenveen e Feyenoord, em Heerenveen.
A partir desta fase teremos a presença de um árbitro de vídeo (VAR) e de um auxiliar do árbitro de vídeo (AVAR).
| Chave | Equipe 1   | Placar | Equipe 2  |
| ----- | ---------- | ------ | --------- |
| S–1   | Ajax       | 2–1    | PSV       |
| S–2   | Heerenveen | 4–3    | Feyenoord |

| Chave | Equipe 1  | Placar | Equipe 2  |
| ----- | --------- | ------ | --------- |
| S–3   | Excelsior | 0–1    | Vitesse   |
| S–4   | NEC       | 1–2    | VVV-Venlo |

| 9 de fevereiro de 2021 | Excelsior | 0 – 1     | Vitesse             | Rotterdam                                                                       |  |
| 20:00 CEST (UTC+2)     |           | Relatório | - 90+1' Loïs Openda | Estádio: Van Donge & De Roo Stadion Árbitro: Dennis Higler VAR: Laurens Gerrets |  |

| 10 de fevereiro de 2021 | Ajax                        | 2 – 1     | PSV                  | Amsterdam                                                                   |  |
| 20:00 CEST (UTC+2)      | - Sébastien Haller 19', 24' | Relatório | - 58' Jurriën Timber | Estádio: Johan Cruijff ArenA Árbitro: Serdar Gözübüyük VAR: Jeroen Manschot |  |

| 17 de fevereiro de 2021 | NEC | 1 – 2     | VVV-Venlo | Nijmegen                                                     |  |
| 16:30 CEST (UTC+2)      |     | Relatório |           | Estádio: Goffertstadion Árbitro: Bas Nijhuis VAR: Joey Kooij |  |

| 17 de fevereiro de 2021 | Heerenveen | 4 – 3     | Feyenoord | Heerenveen                                                              |  |
| 18:45 CEST (UTC+2)      |            | Relatório |           | Estádio: Abe Lenstra Stadion Árbitro: Björn Kuipers VAR: Pol van Boekel |  |

### Semifinal
O sorteio será dividido em duas partes. A primeira parte foi apresentada no sábado, 23 de janeiro de 2021, nos estúdios da ESPN, na Holanda, por Kees Kwakman, e definiu os clubes com mando de campo na semifinal. A segunda parte será apresentada no sábado, 13 de fevereiro de 2021, no mesmo local, e teremos a definição dos clubes visitantes nos confrontos. As partidas das semifinais acontecerão nos dias 2, 3 ou 4 de março de 2021.
| Chave | Equipe 1 | Placar | Equipe 2  |
| ----- | -------- | ------ | --------- |
| F–1   | Vitesse  | 2–0    | VVV-Venlo |

| Chave | Equipe 1   | Placar | Equipe 2 |
| ----- | ---------- | ------ | -------- |
| F–2   | Heerenveen | 0–3    | Ajax     |

| 2 de março de 2021 | Vitesse | 2 – 0 | VVV-Venlo |  |  |
|                    |         |       |           |  |  |

| 3 de março de 2021 | Heerenveen | 0 – 3 | Ajax |  |  |
|                    |            |       |      |  |  |

### Final
| 18 de abril de 2021 | Ajax | 2 – 1 | Vitesse | Rotterdam        |  |
| 18:00 CEST (UTC+2)  |      |       |         | Estádio: De Kuip |  |

## Premiação
| Copa KNVB de 2020–21      |
| ------------------------- |
| Ajax Campeão (20º título) |